# Siodełko (Jarmuta)
Siodełko (671 m) – płytka przełęcz na północno-zachodnim grzbiecie masywu Jarmuty w Małych Pieninach. Administracyjnie znajduje się w mieście Szczawnica w województwie małopolskim, w powiecie nowotarskim.
Siodełko oddziela masyw Jarmuty (792m) od niższej Jarmutki (678 m). Na południowy zachód opada z niej częściowo trawiasta Dolina Bednarzowska, na północ porośnięta lasem i głębiej wcięta Dolina Rolna. Rejon przełęczy jest trawiasty i widokowy. Przez Siodełko nie prowadzi żaden znakowany szlak turystyczny, można na nią jednak wyjść nieznakowaną drogą ze Szczawnicy. Na grzbiecie Jarmuty powyżej przełęczy znajduje się polana Andrzejówka.